# Тютчево (Лебедянский район)
Тю́тчево — село Троекуровского сельсовета Лебедянского района Липецкой области.

## Население
| 2010 |
| ---- |
| 16   |

## Расположение
Располагается на правом берегу Красивой Мечи и Дона в месте их слияния, в 12 км к юго-западу от города Лебедянь и в 50 км к северо-западу от Липецка.

## История села
Возникло предположительно в конце XVI века или в самом начале XVII века. В документах 1629 года отмечается как деревня Ишакова. В 1676 году о ней говорилось так: «село Завертяево, за рекою Мечею, Иншаково тож». В XIX и начале XX века — село Иншаково-Тютчево. Позже стало просто Тютчевом. Все названия патронимические: от фамилий Иншаков, Завертяев и Тютчев .
По селу Иншаково была названа соседняя деревня Иншаковка и, вероятно, деревня Малые Иншаки. В 1915 году в селе Тютчево проживало 223 человека мужского пола и 203 женского пола. В селе действовала церковно-приходская школа и экономия дворян Семена и Марии Николаевичей Пальчиковых.
В селе родились Герои Советского Союза Иван Плешивцев и Николай Ситников.

## Церковь
В центре Тютчева расположен храм Великомученика Никиты, построенный в 1820 году. Каменная холодная церковь имела один престол. В 1911 году в штат входили священник, дьякон и псаломщик. В приходе значились две деревни — Нижнее Брусланово (159 дворов) в 2-х верстах, Иншаково (83 двора) в полутора верстах, два хутора и экономия, лес.